# Белобрюхий дрозд
Белобрюхий дрозд (лат. Turdus cardis)  — вид птиц семейства дроздовых. Подвидов не выделяют. Распространён в Азии.

## Описание
Белобрюхий дрозд достигает длины 21—22 см. Выражен половой диморфизм. У взрослых самцов голова, затылок и грудь чёрные; остальная верхняя часть тела сланцевато-чёрная. Брюхо и подхвостье белого цвета с чёрными пятнами в форме “перевернутого сердечка” на верхней части брюха и боках. Клюв, радужная оболочка и ноги жёлтые. Взрослая самка сверху серовато-оливково-коричневого цвета, снизу беловатая, с яркими тёмными прожилками или пятнами и светло-оранжево-красноватыми разводами на шее и боках. Молодые особи сверху от оливково-коричневого до бурого цвета с бледно-коричневыми прожилками и темными кончиками перьев, низ светло-коричневый с коричневыми пятнами.

## Вокализация
Белобрюхий дрозд обычно поёт, сидя на верхушке дерева. Песня громкая, красивая, разнообразная; включает трели с повышением и понижением тона. Позывки включают в себя тонкие «tsweee» или «tsuuu» и глухие «chuk».

## Распространение и места обитания
Перелётная птица. Белобрюхий дрозд гнездится в восточной части Китая и Японии (от Хоккайдо на юг до Кюсю). Зимует в Индокитае, в центре Лаоса и на севере Вьетнама, а также в прибрежных районах юго-восточного Китая, включая Хайнань. В северной Японии осенний отлёт наблюдается с августа по середину октября, некоторые особи остаются на низких высотах до ноября, с пролётом в южной Японии в октябре—ноябре, редко в декабре. Весной возвращается к местам гнездования в начале апреля, достигает Хоккайдо в мае. Редко встречается на пролёте в Корее и Тайване; отмечены залёты в северном Таиланде и южном Лаосе. Неоднократно белобрюхого дрозда регистрировали в прибрежных районах Приморского края в период весенней миграции.
Естественными местами обитания являются широколиственные листопадные и смешанные вечнозеленые леса. Белобрюхий дрозд предпочитает тёмные тенистые долины и берега рек с редким подлеском; а также опушки леса, светлые листопадные леса, вторичные леса, иногда даже сады и кустарники на равнинах, холмах и невысоких горах. Встречается в основном на высоте 400—1200 м над уровнем моря на Хонсю, но почти до уровня моря на Хоккайдо. Зимой часто встречается в лесах, особенно вокруг возделываемых территорий; в Гонконге встречается в лесах и слаболесистых районах, включая городские парки.

## Биология
Белобрюхий дрозд добывает пищу на земле среди опавшей листвы. В состав рациона входят насекомые, опавшие фрукты и дождевые черви.
Сезон размножения начинается в мае в Китае, в Японии продолжается с апреля по август; обычно за сезон бывает два выводка. Гнездо сооружается только самкой из веток, травы и лиан с большим количеством внешнего мха, скреплённых грязью; лоток выстилается волосами, корешками и сосновыми иглами. Гнездо располагается на высоте 1–4,5 м от земли в развилке дерева, часто около воды. В кладке 2—5 (обычно 4) яиц; яйца бледно-голубовато-зелёные, кремовые или серо-коричневые с красновато-коричневыми и сиреневыми отметинами. Инкубационный период продолжается 12—13 дней; насиживает кладку только самка. Оба родителя кормят птенцов, и частота кормления варьировалась от 70 до 158 раз в день. Птенцы оперяются через 11—13 дней.